# Tennuth-kutchin
Tennuth-kutchin "middle people", pleme Athapaskan Indijanaca iz grupe Kutchin koje je bilo nastanjeno u području rijeke Birch Creek na Aljaski.  Oni su bili u povjesti poznati (prema lokalitetu) i kao Birch Creek Kutchin (kod Osgooda) i Birch River Indians (kod Whympera). Područje uz ovu rijeku obraslo je brezovim šumama pa otuda i ime. Dall (1870.) ove Indijance naziva Gens de Bouleaux, što je samo francuski naziv za brezu  (bouleaux). Gens označava 'ljude'.  Mooney je (1929.) procijenio da je 1740. bilo svega 100 Tennuth-Kutchina, očito preskromno. Dall (1870.) kaže da je pleme 1863. zbrisala epidemija šarlaha (=scarlet fever).

## Vanjske poveznice
- Kutchin Tribes  Arhivirana inačica izvorne stranice od 25. lipnja 2007. (Wayback Machine)